# Spaltzange

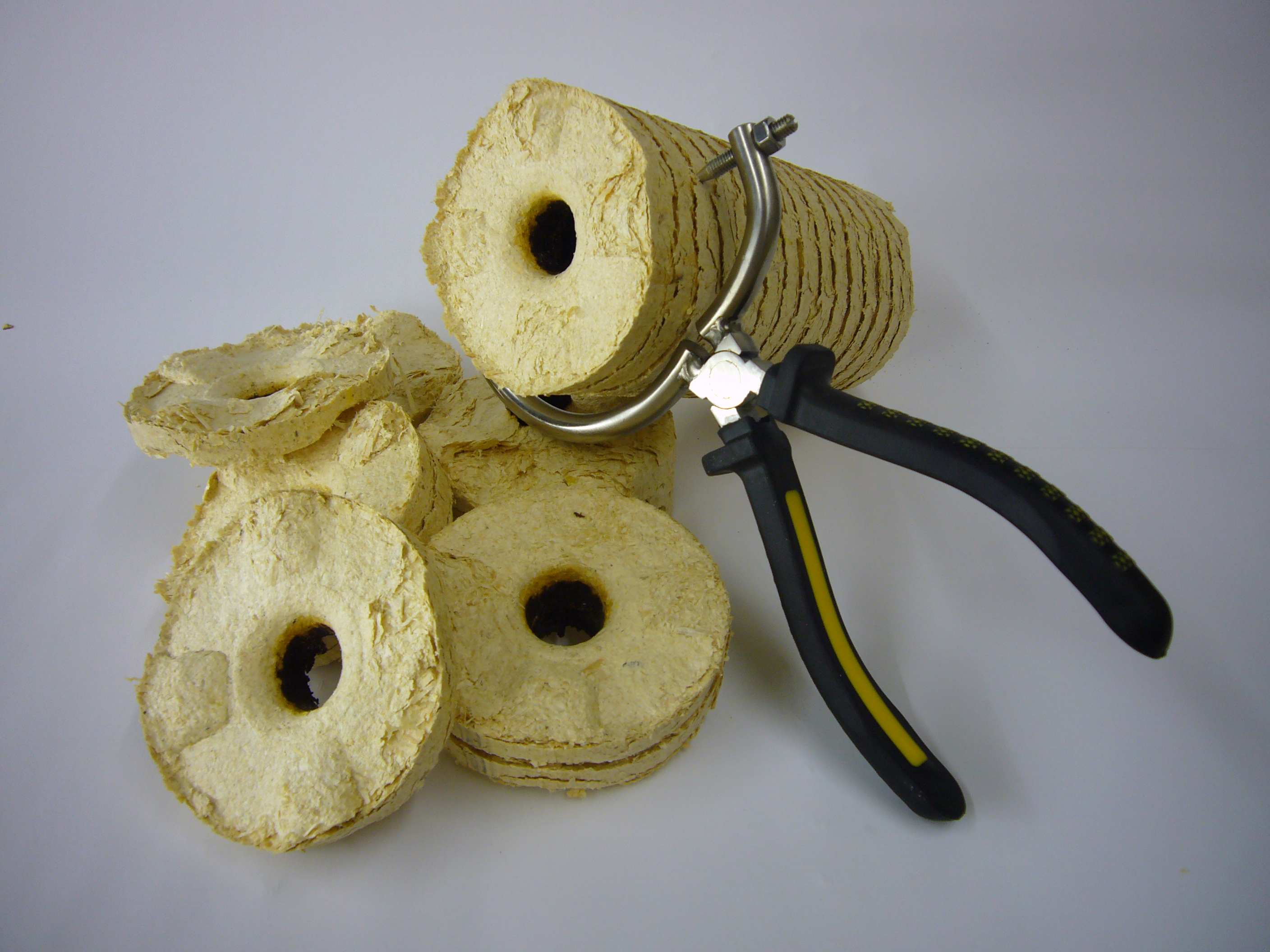
Spalten eines Holzbriketts

Die Spaltzange ist eine spezielle Zange, die einerseits für die Zerspaltung von Holzbriketts runder Bauform und andererseits für die Zerkleinerung von großen Baumstämmen und sonstig gearteten großen Holzabschnitten, zum Beispiel Wurzelstöcken verwendet wird.
Kleinere Ausführungen finden sich eher im privaten Gebrauch. Durch die Abtrennung in kleine Scheiben wird das Anzünden der Briketts wesentlich erleichtert. Größere Ausführungen finden sich hauptsächlich in der Forstwirtschaft, primär für die Zerkleinerung von großen Baumstämmen für den Holzhäcksler. Durch einen extrem großen Hydraulikzylinder werden Presskräfte von bis zu 60 Tonnen und eine Spaltleistung von bis zu 30 Tonnen an den beiden Klauen erreicht, welche eine spezielle Form für die optimale Verteilung der Kräfte haben.